# Juan Bautista Monegro
Juan Bautista Monegro est un architecte et sculpteur espagnol, né probablement à Menegro, dans la commune de Campoo de Yuso en 1545, et mort à Tolède le 16 février 1621.
Il est le demi-frère du peintre Luis de Carvajal. Il avait deux autres frère et sœur.

## Biographie
Il est le fils de Luis Gómez, natif de Ciruelos, et Elena Sánchez de Monegro, native de Tolède.
Tous les auteurs ayant écrit sur sa vie ont écrit qu'il est allé en Italie pour se former car il connaissait l'italien et avait des contacts avec les Leoni, en particulier Pompeo Leoni, mais Següeza qui a été son ami ne signale pas ce séjour en Italie. En 1566, il est à Tolède où il a réalisé des travaux d’architecture et de sculpture dans le style de la Renaissance maniériste. En 1569, il commence à travailler à la Porte de la Présentation de la cathédrale de Tolède.
On trouve un acte notarial du 10 juillet 1572 le nommant avec trois autres artistes, un autre sculpteur, Andrés Sánchez, et les deux peintres Pedro de Cisneros el Mozo et Juan Sánchez Dávila, pour la réalisation du retable du maître-autel de l'église du couvent de Santa Isabel de los Reyes de Tolède. Sa réalisation a dû commencer en 1570 ou 1571.
Il a travaillé au monastère de l'Escurial à partir de 1572 à la demande de Philippe II et de son ami Juan de Herrera. On le rencontre encore une fois à Tolède, en 1575, mais il va essentiellement travailler à l'Escurial où il a réalisé onze statues jusqu'en 1589 :
- un ornement en bois pour la sacristie est le premier travail mentionné,
- les six rois de l'Ancien Testament placés sur des piédestaux de la façade de la basilique Saint-Laurent,
- saint Laurent, statue de 4,20 mètres de hauteur, placée dans une niche, au-dessus de la porte principale du monastère,
- les 4 évangélistes placés dans des niches, dans le «Patio de los Evangelistas» du cloître du monastère.

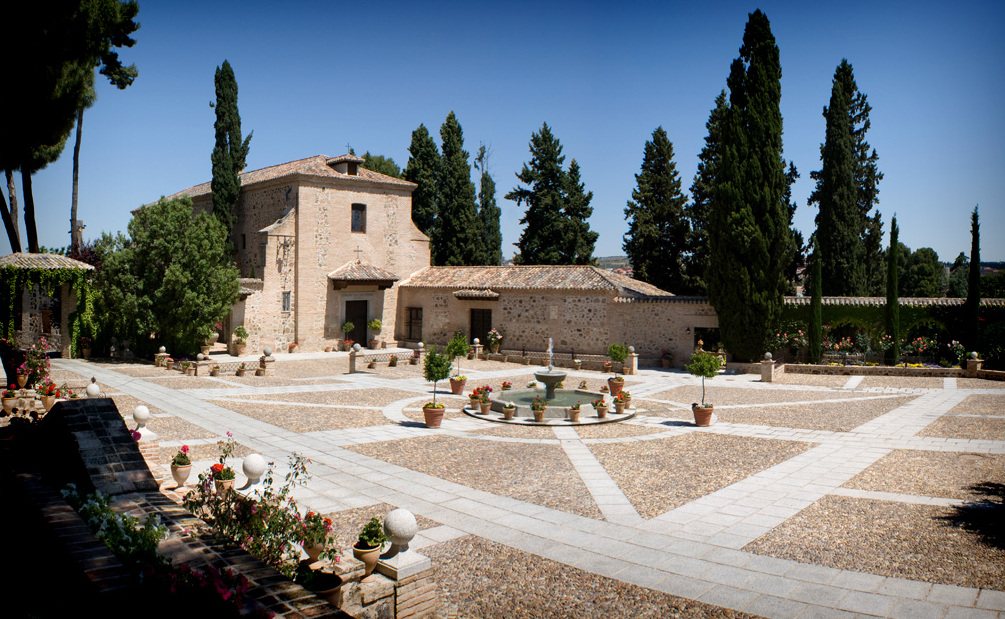
L'ermitage de Santo Ángel Custodio

Il a conçu et exécuté le retable du couvent de Santa Clara la Real de Tolède en 1579. Il a également fait les plans l'Ermitage de Santo Ángel Custodio de Tolède, qui a été terminé après sa mort.
En 1597, pour l'honorer de la grande qualité de son travail à l'Escurial, le roi le nomme maître des œuvres de l'Alcázar Real. À partir de cette nomination, Tolède devient le lieu où il réalise son travail qui devient essentiellement architectural.
Le 29 décembre 1606, après la mort de Nicolás Vergara le jeune, il a été nommé maître d'œuvre et sculpteur de la cathédrale de Tolède. Il réalise la chapelle de Nuestra Señora del Sagrario.
Son épouse, Catalina de Salcedo, fait son testament le 19 septembre 1601. Elle meurt le 14 mars 1620 et est enterrée dans l'église paroissiale San Lorenzo. Il obtient du conseil du gouvernement de l'archevêché de construire une chapelle dédiée à San Blas dans la sacristie de l'église San Lorenzo pour y installer son tombeau et celui de sa femme et la dote de 4 000 maravédis de rente. Il meurt à Tolède le 16 février 1621, apparemment sans descendance.